# 名護警察署
名護警察署（なごけいさつしょ）は、沖縄県名護市東江にある沖縄県警察管轄の警察署である。管轄は名護市、国頭郡大宜味村、同東村、同国頭村。沖縄本島の警察署ではもっとも管轄区域が広い。

## 管轄区域
- 名護市
- 国頭郡 大宜味村・東村・国頭村

## 概要
元々名護市東部の久志地域（旧久志村）は石川警察署の管轄だったが、1970年（昭和45年）の5町村（名護町・屋部村・久志村・羽地村・屋我地村）合併による名護市制施行を機に、当警察署の管轄となった。かつては国頭村辺土名にも警察署があったが、復帰までに当警察署に吸収され廃止された。
かつては名護市街地に近い大東にあったが、1980年代に現在地に移転した。当警察署隣には沖縄県警の安全運転学校北部分校もある。
管轄は4市村にまたがるが、面積も大きくかつドライブコースであるため事故も少なくなく、出動してから現場へ行くのに1時間くらいかかるのも少なくない（当警察署から国頭村北部や東部との距離は50kmを超える）。

## 組織
- 総務課
- 会計課
- 生活安全課
- 地域課
- 交通課
- 刑事課
- 警備課
- 交通機動隊 石川分駐所

## 警察署周辺
- 沖縄県警安全運転学校北部分校

## 交番
- 大南交番（名護市大南）
- 大東交番（名護市大東）
- 辺野古交番（名護市字辺野古）
- 辺土名交番（国頭村字辺土名）

## 駐在所
- 許田駐在所（名護市字許田）
- 屋部駐在所（名護市字屋部）
- 伊差川駐在所（名護市字伊差川）
- 瀬嵩駐在所（名護市字瀬嵩）
- 屋我地駐在所（名護市字屋我地）
- 塩屋駐在所（大宜味村字塩屋）
- 喜如嘉駐在所（大宜味村字喜如嘉）
- 平良駐在所（東村字平良）
- 安田駐在所（国頭村字安田）
- 奥駐在所（国頭村字奥）

## 管内で発生した主な事件
- 名護市女子中学生拉致殺害事件 - 1996年6月21日に発生、1997年1月に犯人逮捕